# Tom Traubert's blues (Four sheets to the wind in Copenhagen)
Tom Traubert's blues (Four sheets to the wind in Copenhagen) is een lied dat is geschreven door Tom Waits. Het wordt soms ten onrechte Waltzing Matilda genoemd. Dat is echter een ander lied waar weliswaar fragmenten van zijn gebruikt. Ook komt Waltzing Matilda in het refrein voor, waarmee Waits verwijst naar de Deense zangeres Mathilde Bondo die hem een rondleiding heeft gegeven door de achterbuurten van Kopenhagen. De versie van Rod Stewart aan het begin van de jaren negentig sloeg internationaal aan. Hij gaf het toen de titel Tom Traubert's blues (Waltzing Matilda).

## Tekst en muziek
Het lied wordt tot de beste pennenvruchten van Waits gerekend. Hij zong het voor het eerst tijdens een televisieoptreden voor de BBC in 1976. Vanachter een piano zong hij het jazzy lied met de klank van een van whisky doorlopen, krakende stem. Tekstueel wordt meteen de toon voor de verhaallijn neergezet: Wasted and wounded, taint what the moon did. Got what I paid for now.

## Achtergrond
Er doet een verhaal de ronde van platenproducer Bones Howe die de geboorte van het lied plaatst op Main Street en Fifth Street, een achterbuurt in downtown Los Angeles dat ook wel de Nickel wordt genoemd. Volgens Howe zou Waits aan het begin van de jaren zeventig speciaal naar deze plek zijn gegaan, omdat iedereen daar wel een verhaal heeft. Waits zou met een fles sterke drank in een paper bag iedereen hebben aangesproken die hij daar tegenkwam. Thuisgekomen zou hij hebben overgegeven en vervolgens 
Tom Traubert's blues hebben geschreven.
Tijdens een interview in het programma World Cafe van de Amerikaanse zender NPR noemde Waits echter dat hij het had geschreven na een bezoek aan Kopenhagen in juni 1976. Hij was daar toen vanwege een optreden in het televisieprogramma Sange Efter Lukketid. In Kopenhagen werd hij voorgesteld aan de twintigjarige Mathilde Bondo die hem een rondleiding gaf door achtergestelde delen van de stad. Tijdens de rondtocht bezochten ze oude kroegen en enkele vrienden van Bondo. Om die reden zou het deze ondertitel hebben gekregen.
Dat Waits het na zijn bezoek aan Kopenhagen heeft geschreven, werd ook bevestigd door David McGee die in die tijd voor het blad Rolling Stone schreef. In New York, na terugkeer uit Kopenhagen en Londen, zou Waits in zijn bijzijn enkele fragmenten hebben geschreven. Tom Traubert – de naamgever van het lied – zou volgens Waits een vriend van een vriend zijn geweest die in de gevangenis is overleden. De echte persoon achter die naam is echter niet achterhaald.

## NPO Radio 2 Top 2000
| Nummer met noteringen in de NPO Radio 2 Top 2000 | '99 | '00 | '01 | '02 | '03 | '04 | '05 | '06 | '07 | '08 | '09 | '10 | '11 | '12 | '13 | '14 | '15 | '16  | '17  | '18  | '19  | '20  | '21  | '22  | '23  | '24  |
| ------------------------------------------------ | --- | --- | --- | --- | --- | --- | --- | --- | --- | --- | --- | --- | --- | --- | --- | --- | --- | ---- | ---- | ---- | ---- | ---- | ---- | ---- | ---- | ---- |
| Tom Traubert's Blues                             | 294 | 316 | 388 | 275 | 280 | 231 | 327 | 198 | 206 | 218 | 302 | 321 | 321 | 506 | 455 | 554 | 907 | 1408 | 1691 | 1124 | 1221 | 1199 | 1274 | 1401 | 1376 | 1460 |

1. ↑  Een vetgedrukt getal geeft de hoogste notering aan.

## Rod Stewart
De Britse popartiest Rod Stewart bracht het nummer in 1992 uit op een single met de titel Tom Traubert's blues (Waltzing Matilda). De single werd in verschillende versies op de markt gebracht en sloeg internationaal aan.

### Singleversies
Rod Stewart bracht de single uit met No holding back op de B-kant. Daarnaast verschenen nog andere versies met drie of vier nummers erop. Stewart bracht zijn werk toen zowel op vinyl als op een cd uit.
A1 Tom Traubert's blues (Waltzing Matilda) (4:30)
B1 No holding back (5:43)
B2 Downtown train (4:39)
Een van de versies met vier nummers is op beide zijden gelijk aan de single met twee nummers. Een andere versie met vier nummers die in het Verenigd Koninkrijk en het Europese vasteland werd uitgebracht, is als volgt:
1. Tom Traubert's blues (Waltzing Matilda) (6:11)
2. Sailing (4:22)
3. I don't want to talk about it (4:48)
4. Try a little tenderness (4:29)

### Hitnoteringen

#### Nederland en België
| Tom Traubert's blues (Waltzing Matilda) in de Nederlandse Top 40 van 19-12-1992 t/m 6-3-1993 | Tom Traubert's blues (Waltzing Matilda) in de Nederlandse Top 40 van 19-12-1992 t/m 6-3-1993 | Tom Traubert's blues (Waltzing Matilda) in de Nederlandse Top 40 van 19-12-1992 t/m 6-3-1993 | Tom Traubert's blues (Waltzing Matilda) in de Nederlandse Top 40 van 19-12-1992 t/m 6-3-1993 | Tom Traubert's blues (Waltzing Matilda) in de Nederlandse Top 40 van 19-12-1992 t/m 6-3-1993 | Tom Traubert's blues (Waltzing Matilda) in de Nederlandse Top 40 van 19-12-1992 t/m 6-3-1993 | Tom Traubert's blues (Waltzing Matilda) in de Nederlandse Top 40 van 19-12-1992 t/m 6-3-1993 | Tom Traubert's blues (Waltzing Matilda) in de Nederlandse Top 40 van 19-12-1992 t/m 6-3-1993 | Tom Traubert's blues (Waltzing Matilda) in de Nederlandse Top 40 van 19-12-1992 t/m 6-3-1993 | Tom Traubert's blues (Waltzing Matilda) in de Nederlandse Top 40 van 19-12-1992 t/m 6-3-1993 | Tom Traubert's blues (Waltzing Matilda) in de Nederlandse Top 40 van 19-12-1992 t/m 6-3-1993 | Tom Traubert's blues (Waltzing Matilda) in de Nederlandse Top 40 van 19-12-1992 t/m 6-3-1993 | Tom Traubert's blues (Waltzing Matilda) in de Nederlandse Top 40 van 19-12-1992 t/m 6-3-1993 |
| Week                                                                                         | 1                                                                                            | 2                                                                                            | 3                                                                                            | 4                                                                                            | 5                                                                                            | 6                                                                                            | 7                                                                                            | 8                                                                                            | 9                                                                                            | 10                                                                                           | 11                                                                                           |                                                                                              |
| -------------------------------------------------------------------------------------------- | -------------------------------------------------------------------------------------------- | -------------------------------------------------------------------------------------------- | -------------------------------------------------------------------------------------------- | -------------------------------------------------------------------------------------------- | -------------------------------------------------------------------------------------------- | -------------------------------------------------------------------------------------------- | -------------------------------------------------------------------------------------------- | -------------------------------------------------------------------------------------------- | -------------------------------------------------------------------------------------------- | -------------------------------------------------------------------------------------------- | -------------------------------------------------------------------------------------------- | -------------------------------------------------------------------------------------------- |
| Positie                                                                                      | 37                                                                                           | 22                                                                                           | 10                                                                                           | 6                                                                                            | 4                                                                                            | 3                                                                                            | 4                                                                                            | 9                                                                                            | 16                                                                                           | 29                                                                                           | 37                                                                                           | uit                                                                                          |

| Tom Traubert's blues (Waltzing Matilda) in de Nationale Top 100 -> Top 50 van 12-12-1992 t/m 13-03-1993 | Tom Traubert's blues (Waltzing Matilda) in de Nationale Top 100 -> Top 50 van 12-12-1992 t/m 13-03-1993 | Tom Traubert's blues (Waltzing Matilda) in de Nationale Top 100 -> Top 50 van 12-12-1992 t/m 13-03-1993 | Tom Traubert's blues (Waltzing Matilda) in de Nationale Top 100 -> Top 50 van 12-12-1992 t/m 13-03-1993 | Tom Traubert's blues (Waltzing Matilda) in de Nationale Top 100 -> Top 50 van 12-12-1992 t/m 13-03-1993 | Tom Traubert's blues (Waltzing Matilda) in de Nationale Top 100 -> Top 50 van 12-12-1992 t/m 13-03-1993 | Tom Traubert's blues (Waltzing Matilda) in de Nationale Top 100 -> Top 50 van 12-12-1992 t/m 13-03-1993 | Tom Traubert's blues (Waltzing Matilda) in de Nationale Top 100 -> Top 50 van 12-12-1992 t/m 13-03-1993 | Tom Traubert's blues (Waltzing Matilda) in de Nationale Top 100 -> Top 50 van 12-12-1992 t/m 13-03-1993 | Tom Traubert's blues (Waltzing Matilda) in de Nationale Top 100 -> Top 50 van 12-12-1992 t/m 13-03-1993 | Tom Traubert's blues (Waltzing Matilda) in de Nationale Top 100 -> Top 50 van 12-12-1992 t/m 13-03-1993 | Tom Traubert's blues (Waltzing Matilda) in de Nationale Top 100 -> Top 50 van 12-12-1992 t/m 13-03-1993 | Tom Traubert's blues (Waltzing Matilda) in de Nationale Top 100 -> Top 50 van 12-12-1992 t/m 13-03-1993 | Tom Traubert's blues (Waltzing Matilda) in de Nationale Top 100 -> Top 50 van 12-12-1992 t/m 13-03-1993 | Tom Traubert's blues (Waltzing Matilda) in de Nationale Top 100 -> Top 50 van 12-12-1992 t/m 13-03-1993 |
| Week | 1 | 2 | 3 | 4 | 5 | 6 | 7 | 8 | 9 | 10 | 11 | 12 | 13 | |
| --- | --- | --- | --- | --- | --- | --- | --- | --- | --- | --- | --- | --- | --- | --- |
| Positie                                                                                                 | 94 | 63 | 26 | 12 | 9 | 4 | 6 | 7 | 11 | 20 | 22 | 32 | 39 | uit |

| Tom Traubert's blues (Waltzing Matilda) in de Vlaamse Ultratop 50 van 2-1-1993 t/m 6-3-1993 | Tom Traubert's blues (Waltzing Matilda) in de Vlaamse Ultratop 50 van 2-1-1993 t/m 6-3-1993 | Tom Traubert's blues (Waltzing Matilda) in de Vlaamse Ultratop 50 van 2-1-1993 t/m 6-3-1993 | Tom Traubert's blues (Waltzing Matilda) in de Vlaamse Ultratop 50 van 2-1-1993 t/m 6-3-1993 | Tom Traubert's blues (Waltzing Matilda) in de Vlaamse Ultratop 50 van 2-1-1993 t/m 6-3-1993 | Tom Traubert's blues (Waltzing Matilda) in de Vlaamse Ultratop 50 van 2-1-1993 t/m 6-3-1993 | Tom Traubert's blues (Waltzing Matilda) in de Vlaamse Ultratop 50 van 2-1-1993 t/m 6-3-1993 | Tom Traubert's blues (Waltzing Matilda) in de Vlaamse Ultratop 50 van 2-1-1993 t/m 6-3-1993 | Tom Traubert's blues (Waltzing Matilda) in de Vlaamse Ultratop 50 van 2-1-1993 t/m 6-3-1993 | Tom Traubert's blues (Waltzing Matilda) in de Vlaamse Ultratop 50 van 2-1-1993 t/m 6-3-1993 | Tom Traubert's blues (Waltzing Matilda) in de Vlaamse Ultratop 50 van 2-1-1993 t/m 6-3-1993 | Tom Traubert's blues (Waltzing Matilda) in de Vlaamse Ultratop 50 van 2-1-1993 t/m 6-3-1993 |
| Week                                                                                        | 1                                                                                           | 2                                                                                           | 3                                                                                           | 4                                                                                           | 5                                                                                           | 6                                                                                           | 7                                                                                           | 8                                                                                           | 9                                                                                           | 10                                                                                          |                                                                                             |
| ------------------------------------------------------------------------------------------- | ------------------------------------------------------------------------------------------- | ------------------------------------------------------------------------------------------- | ------------------------------------------------------------------------------------------- | ------------------------------------------------------------------------------------------- | ------------------------------------------------------------------------------------------- | ------------------------------------------------------------------------------------------- | ------------------------------------------------------------------------------------------- | ------------------------------------------------------------------------------------------- | ------------------------------------------------------------------------------------------- | ------------------------------------------------------------------------------------------- | ------------------------------------------------------------------------------------------- |
| Positie                                                                                     | 38                                                                                          | 37                                                                                          | 24                                                                                          | 24                                                                                          | 29                                                                                          | 16                                                                                          | 26                                                                                          | 28                                                                                          | 30                                                                                          | 50                                                                                          | uit                                                                                         |

| Tom Traubert's blues (Waltzing Matilda) in de Vlaamse BRT Top 30 van 2-1-1993 t/m 27-2-1993 | Tom Traubert's blues (Waltzing Matilda) in de Vlaamse BRT Top 30 van 2-1-1993 t/m 27-2-1993 | Tom Traubert's blues (Waltzing Matilda) in de Vlaamse BRT Top 30 van 2-1-1993 t/m 27-2-1993 | Tom Traubert's blues (Waltzing Matilda) in de Vlaamse BRT Top 30 van 2-1-1993 t/m 27-2-1993 | Tom Traubert's blues (Waltzing Matilda) in de Vlaamse BRT Top 30 van 2-1-1993 t/m 27-2-1993 | Tom Traubert's blues (Waltzing Matilda) in de Vlaamse BRT Top 30 van 2-1-1993 t/m 27-2-1993 | Tom Traubert's blues (Waltzing Matilda) in de Vlaamse BRT Top 30 van 2-1-1993 t/m 27-2-1993 | Tom Traubert's blues (Waltzing Matilda) in de Vlaamse BRT Top 30 van 2-1-1993 t/m 27-2-1993 | Tom Traubert's blues (Waltzing Matilda) in de Vlaamse BRT Top 30 van 2-1-1993 t/m 27-2-1993 | Tom Traubert's blues (Waltzing Matilda) in de Vlaamse BRT Top 30 van 2-1-1993 t/m 27-2-1993 | Tom Traubert's blues (Waltzing Matilda) in de Vlaamse BRT Top 30 van 2-1-1993 t/m 27-2-1993 | Tom Traubert's blues (Waltzing Matilda) in de Vlaamse BRT Top 30 van 2-1-1993 t/m 27-2-1993 |
| Week                                                                                        | 1                                                                                           | 2                                                                                           | 3                                                                                           | 4                                                                                           | 5                                                                                           | 6                                                                                           | 7                                                                                           | 8                                                                                           | 9                                                                                           |                                                                                             |                                                                                             |
| ------------------------------------------------------------------------------------------- | ------------------------------------------------------------------------------------------- | ------------------------------------------------------------------------------------------- | ------------------------------------------------------------------------------------------- | ------------------------------------------------------------------------------------------- | ------------------------------------------------------------------------------------------- | ------------------------------------------------------------------------------------------- | ------------------------------------------------------------------------------------------- | ------------------------------------------------------------------------------------------- | ------------------------------------------------------------------------------------------- | ------------------------------------------------------------------------------------------- | ------------------------------------------------------------------------------------------- |
| Positie:                                                                                    | 23                                                                                          | 25                                                                                          | 15                                                                                          | 17                                                                                          | 24                                                                                          | 15                                                                                          | 29                                                                                          | 28                                                                                          | 25                                                                                          | uit                                                                                         |                                                                                             |

#### Andere landen
| Land                | piekpositie | aantal weken |
| ------------------- | ----------- | ------------ |
| Ierland             | 4           | 7            |
| Verenigd Koninkrijk | 6           | 9            |
| Zwitserland         | 9           | 20           |
| Duitsland           | 18          | 19           |
| Oostenrijk          | 18          | 2            |
| Zweden              | 39          | 2            |
| Nieuw-Zeeland       | 40          | 1            |

#### NPO Radio 2 Top 2000
| Nummer met noteringen in de NPO Radio 2 Top 2000 | '06 | '07  | '08  | '09  | '10  | '11  |
| ------------------------------------------------ | --- | ---- | ---- | ---- | ---- | ---- |
| Tom Traubert's Blues (Waltzing Matilda)          | 944 | 1173 | 1749 | 1240 | 1122 | 1429 |

1. ↑  Een vetgedrukt getal geeft de hoogste notering aan.
2. ↑  2006 was het eerste jaar met een notering voor dit nummer.
3. ↑  Deze tabel is bijgewerkt tot en met de laatste editie (2024).

## Andere covers
Van Tom Traubert's blues, dat voor een deel uit fragmenten van Waltzing Matilda bestaat, verscheen ook een aantal covers. Covers bevonden zich bijvoorbeeld op een album van: The English Country Blues Band (Home and deranged, 1983), Party Service Band (I will always love you, 1993), Stefano Belluzzi (Sono note inutili?, 1994), Ole Friis (Mister NoGood, 1994), Gerd Köster (Der Tanz um den heiligen Bim Bam, 1995), Rusty Diamond (Freo man, 1996), Michael Kiessling, Karl-Heinz Heil & The Rain Dogs (Bukowski waits for us - Bar-revue vol.1, 1998), Wolfgang Ambros (Ambros singt Waits, 2000), Maria João & Mário Laginha (Undercovers, 2002), Tommy Fleming (The collection, 2002), Hobo Blues Band (Idegen tollak, 2004), Carol Noonan (Remembrance, 2004), Rein Alexander (Rein Alexander, 2004), Heroes And Villains (Heroes and villains, ep, 2005), Jazz Mandolin Project (The deep forbidden lake, 2005), Will Theus (Man, what are you doing here!, 2008), Köster & Hocker (Rest of I, 2015), Eltje Doddema (Zoveul Vertellen, 2005).